# Callionymus mascarenus
Callionymus mascarenus es una especie de peces de la familia Callionymidae en el orden de los Perciformes.

## Distribución geográfica
Se encuentra en la isla de Mauricio.